# 沃爾巴克 (內布拉斯加州)
沃爾巴克（英語：Wolbach）是位於美國內布拉斯加州格里利縣的村。

## 人口
根據2020年美國人口普查的數據，沃爾巴克的面積為1.81平方千米，當中陸地面積為1.78平方千米，而水域面積為0.03平方千米。當地共有人口224人，而人口密度為每平方千米124人。